# Rozmítání
Rozmítání je pilařská výroba tenkých prken (do tloušťky 20 mm), nebo i střešních latí.
Rámová pila – katr – má efektivní pořez až od 25 mm výše. Na této pile se proto nejprve nařeže polotovar (tlustá fošna), ze které se pak řeže řezivo na rozmítací pile.

## Druhy rozmítacích pil
- Rámová pila – katr pro tenké řezivo, velmi málo používaná pro malou výkonnost.
- Kotoučová pila – v Česku nejpoužívanější, může mít současně i více šířkově nastavitelných pilových kotoučů, pila má i automatický posuv.
- Pásová pila – více používaná v severských státech (nejvýkonnější).

Rozmítat řezivo je možno i v dílně na kotoučové pile (cirkulárce), když se požadovaná tloušťka nastaví bočním vodícím pravítkem.